# Maniganahalli, Alur
Maniganahalli là một làng thuộc tehsil Alur, huyện Hassan, bang Karnataka, Ấn Độ.